# Plectris evansi
Plectris evansi är en skalbaggsart som beskrevs av Smith 2008. Plectris evansi ingår i släktet Plectris och familjen Melolonthidae. Inga underarter finns listade i Catalogue of Life.